# Diocesi di Bauchi
La diocesi di Bauchi (in latino Dioecesis Bauchiana) è una sede della Chiesa cattolica in Nigeria suffraganea dell'arcidiocesi di Jos. Nel 2022 contava 99.000 battezzati su 8.425.000 abitanti. È retta dal vescovo Hilary Nanman Dachelem, C.M.F.

## Territorio
La diocesi comprende gli stati nigeriani di Bauchi e Gombe nel nord-est del Paese.
Sede vescovile è la città di Bauchi, dove si trova la cattedrale di San Giovanni Evangelista.
Il territorio è suddiviso in 34 parrocchie.

## Storia
Il vicariato apostolico di Bauchi fu eretto il 5 luglio 1996 con la bolla Laudamus Dominum di papa Giovanni Paolo II, ricavandone il territorio dall'arcidiocesi di Jos.
Il 12 dicembre 2003 il vicariato apostolico è stato elevato a diocesi con la bolla Actuosae evangelizationis dello stesso papa Giovanni Paolo II.
Il 23 settembre 2012 la chiesa di San Giovanni a Wunti è stata teatro di uno dei frequenti attentati terroristici a luoghi di culto in Nigeria, che è costato la vita a tre persone.

## Cronotassi dei vescovi
Si omettono i periodi di sede vacante non superiori ai 2 anni o non storicamente accertati.
- John Francis Moore, S.M.A. † (5 luglio 1996 - 20 gennaio 2010 deceduto)
- Malachy John Goltok † (18 marzo 2011 - 21 marzo 2015 deceduto)
  - Sede vacante (2015-2017)
- Hilary Nanman Dachelem, C.M.F., dal 31 maggio 2017

## Statistiche
La diocesi nel 2022 su una popolazione di 8.425.000 persone contava 99.000 battezzati, corrispondenti all'1,2% del totale.
| anno | popolazione | popolazione | popolazione | presbiteri | presbiteri | presbiteri | presbiteri                | diaconi | religiosi | religiosi | parrocchie |
| anno | battezzati  | totale      | %           | numero     | secolari   | regolari   | battezzati per presbitero | diaconi | uomini    | donne     | parrocchie |
| ---- | ----------- | ----------- | ----------- | ---------- | ---------- | ---------- | ------------------------- | ------- | --------- | --------- | ---------- |
| 1999 | 75.073      | 4.700.000   | 1,6         | 13         | 11         | 2          | 5.774                     |         | 2         | 3         | 9          |
| 2000 | 79.078      | 4.831.600   | 1,6         | 16         | 11         | 5          | 4.942                     |         | 5         | 3         | 12         |
| 2001 | 83.036      | 5.073.180   | 1,6         | 17         | 12         | 5          | 4.884                     |         | 5         | 2         | 12         |
| 2002 | 61.836      | 5.300.000   | 1,2         | 22         | 15         | 7          | 2.810                     |         | 7         | 6         | 12         |
| 2003 | 62.454      | 5.353.000   | 1,2         | 21         | 14         | 7          | 2.974                     | 1       | 7         | 5         | 12         |
| 2004 | 68.699      | 5.406.530   | 1,3         | 22         | 15         | 7          | 3.122                     | 1       | 7         | 6         | 12         |
| 2006 | 82.317      | 5.711.000   | 1,4         | 23         | 17         | 6          | 3.579                     | 8       | 6         | 7         | 16         |
| 2012 | 78.000      | 6.467.000   | 1,2         | 36         | 30         | 6          | 2.166                     |         | 9         | 7         | 23         |
| 2015 | 80.600      | 6.884.000   | 1,2         | 32         | 27         | 5          | 2.518                     |         | 8         | 8         | 23         |
| 2018 | 87.430      | 7.467.675   | 1,2         | 39         | 35         | 4          | 2.241                     |         | 7         | 7         | 26         |
| 2020 | 92.620      | 7.910.990   | 1,2         | 41         | 31         | 10         | 2.259                     |         | 14        | 10        | 28         |
| 2022 | 99.000      | 8.425.000   | 1,2         | 41         | 30         | 11         | 2.414                     |         | 19        | 14        | 34         |